# Zwijgen
Zwijgen is een nummer van de Nederlandse band Het Goede Doel uit 1986. Het is de derde single van hun derde studioalbum Mooi en onverslijtbaar.
"Zwijgen" gaat over een man die zijn geliefde niet wil vertellen wat hij voor haar voelt, omdat hij bang is dat zijn liefde niet wederzijds is. Het nummer werd een bescheiden hit in Nederland, met een 17e positie in de Nederlandse Top 40. 

## Tracklijst
- 7"

1. "Zwijgen" - 3:35
2. "Atoombom" - 2:40